# John Helliwell
John Anthony Helliwell (ur. 15 lutego 1945 w Todmorden) – brytyjski muzyk rockowy. Wieloletni członek, saksofonista i okazjonalnie keyboardzista brytyjskiej progresywnej grupy rockowej Supertramp. Podczas występów grupy prowadzi dialog z publicznością między piosenkami.
Grał w zespole The Alan Bown Set od 1966, gdy zastąpił Dave'a Greena. W 1973, razem z Dougiem Thompsonem dołączył do zespołu Supertramp. W 2004 razem z Markiem Hartem stworzył zespół Crème Anglaise. Grupa ta nagrała swój debiutancki album w 2005 roku.